# 2016年夏季殘疾人奧林匹克運動會女子PT5級三項鐵人比賽
2016年夏季帕拉林匹克運動會的女子PT5級三項鐵人比賽在9月10日於科帕卡瓦納砲台舉行。本項目是首次成為傷殘奧林匹克運動會比賽項目。

## 比賽模式
女子PT5級三項鐵人比賽是給PT5級的女子運動員參加的項目。PT5級為有視覺障礙的運動員，分為B1至B3共3個級別。
此外，此級別運動員必須有1名相同性別及國籍的導跑員，以及於單車部份使用雙人單車。導跑員並不計算於參賽名額之內。
三項鐵人比賽需要運動員連續不休息進行3個部份：首先是750米游泳，然後是20.92公里單車，最後是5公里跑步。最先完成所有部份並到達終點就是勝利者。
由於視覺障礙有分為B1、B2及B3級別，因此會根據運動員的視覺不同殘障的程度而作出時間上的調整。
比賽並不設任何預賽及分組。所有運動員都在會同一場比賽中對賽。
以下時間為南美標準時間（UTC-3）。
| 日期    | 時間  | 回合             |
| ------- | ----- | ---------------- |
| 9月10日 | 11:20 | 決賽（B1級）     |
| 9月10日 | 11:24 | 決賽（B2及B3級） |

## 比賽結果
| 排名 | 編號      | 運動員                      | 游泳時間 | 單車時間 | 跑步時間 | 總時間 | 時間差 |
| ---- | --------- | --------------------------- | -------- | -------- | -------- | ------ | ------ |
|      | 501       | Susana Rodriguez（西班牙）  |          |          |          |        |        |
|      | 502       | Christine Robbins（加拿大） |          |          |          |        |        |
|      | 503       | Alison Patrick（英国）      |          |          |          |        |        |
|      | 504       | Melissa Reid（英国）        |          |          |          |        |        |
|      | 505（B1） | Joleen Hakker（荷兰）       |          |          |          |        |        |
|      | 506       | 山田敦子（日本）            |          |          |          |        |        |
|      | 507       | Katie Kelly（）             |          |          |          |        |        |
|      | 508       | Elizabeth Baker（美国）     |          |          |          |        |        |
|      | 509（B1） | Patricia Walsh（美国）      |          |          |          |        |        |
|      | 510       | Catherine Walsh（爱尔兰）   |          |          |          |        |        |

## 外部連結
- 官方网站（葡萄牙文）（英文）（西班牙文）（法文）
- 國際三項鐵人聯盟（页面存档备份，存于）（英文）